# Blue Ribbon Awards per il miglior esordiente
Il Blue Ribbon Awards per il miglior esordiente (Blue Ribbon Awards for Best Newcomer) è un premio assegnato al miglior attore esordiente in un film giapponese. Il premio è assegnato annualmente dall'Association of Tokyo Film Journalists nel corso dei Blue Ribbon Awards.

## Vincitori
| N° | Anno | Riceventi           | Film                                                           |
| -- | ---- | ------------------- | -------------------------------------------------------------- |
| 1  | 1950 | Shin Saburi         | Shikkō Yūyo                                                    |
| 1  | 1950 | Shin Saburi         | Josei Tai Dansei                                               |
| 2  | 1951 | Rentarō Mikuni      | Zenma                                                          |
| 2  | 1951 | Rentarō Mikuni      | Umi no Hanabi                                                  |
| 3  | 1952 | N.D.                | N.D.                                                           |
| 4  | 1953 | Yoshitarō Nomura    | Jinanbō                                                        |
| 4  | 1953 | Yoshitarō Nomura    | Gutei Kenkei                                                   |
| 4  | 1953 | Yoshitarō Nomura    | Kurama Tengu Ao Men Yasha                                      |
| 4  | 1953 | Yoshitarō Nomura    | Kinpira Sensei to Ojōsan                                       |
| 5  | 1954 | So Yamamura         | Kuroi Shio                                                     |
| 6  | 1955 | Tsuneo Kobayashi    | Shūdensha no Shibijin                                          |
| 6  | 1955 | Tsuneo Kobayashi    | Bōryokugai                                                     |
| 7  | 1956 | Yoshirō Kawazu      | Kodomo no Me                                                   |
| 7  | 1956 | Yoshirō Kawazu      | Namida                                                         |
| 8  | 1957 | Yūjirō Ishihara     | Shori-sha                                                      |
| 9  | 1958 | Shōhei Imamura      | Desiderio rubato (Nusumareta yokujō)                           |
| 9  | 1958 | Shōhei Imamura      | Desiderio inappagato (Hateshinaki yokubô)                      |
| 10 | 1959 | N.D.                | N.D.                                                           |
| 11 | 1960 | Nagisa Ōshima       | Racconto crudele della giovinezza (Seishun Zankoku Monogatari) |
| 12 | 1961 | Shima Iwashita      | Waga Koi no Tabiji                                             |
| 13 | 1962 | Kirio Urayama       | Kyūpora no aru machi                                           |
| 14 | 1963 | Junya Sato          | Rikugun Zangyaku Monogatari                                    |
| 15 | 1964 | Mako Midori         | Nihiki no Mesu Inu                                             |
| 16 | 1965 | Kei Kumai           | Nihon Rettō                                                    |
| 17 | 1966 | Tetsuya Watari      | Ai to Shi no Kiroku                                            |
| —  | 1967 | —                   | —                                                              |
| —  | 1968 | —                   | —                                                              |
| —  | 1969 | —                   | —                                                              |
| —  | 1970 | —                   | —                                                              |
| —  | 1971 | —                   | —                                                              |
| —  | 1972 | —                   | —                                                              |
| —  | 1973 | —                   | —                                                              |
| —  | 1974 | —                   | —                                                              |
| 18 | 1975 | Tomokazu Miura      | Izu no Odoriko                                                 |
| 18 | 1975 | Shinobu Otake       | Seishun no mon                                                 |
| 19 | 1976 | Mieko Harada        | Daichi no komoriuta Seishun no Satujinsha                      |
| 20 | 1977 | Nobuhiko Obayashi   | Hausu                                                          |
| 21 | 1978 | Toshiyuki Nagashima | Sādo                                                           |
| 22 | 1979 | Kenichi Kaneda      | Shōgo Nari                                                     |
| 23 | 1980 | Daisuke Ryu         | Kagemusha - L'ombra del guerriero (Kagemusha)                  |
| 24 | 1981 | Kōichi Satō         | Seishun no mon Manon                                           |
| 25 | 1982 | Jun Miho            | Pinku no kaaten                                                |
| 26 | 1983 | Tomoyo Harada       | Toki o Kakeru Shōjo                                            |
| 26 | 1983 | Shōji Kaneko        | Ryūji                                                          |
| 27 | 1984 | Kōji Kikkawa        | Sukanpin Walk                                                  |
| 28 | 1985 | Yuki Saitō          | Yuki no Danshō: Jōnetsu                                        |
| 29 | 1986 | Narimi Arimori      | Kinema no Tenchi                                               |
| 30 | 1987 | Masahiro Takashima  | Totto Channel Bu Su                                            |
| 31 | 1988 | Naoto Ogata         | Yūshun Oración                                                 |
| 32 | 1989 | Ayako Kawahara      | Kitchen                                                        |
| 33 | 1990 | Riho Makise         | Tokyo Jōkū Irasshaimase Tugumi                                 |
| 33 | 1990 | Joji Matsuoka       | Batāshi Kingyo                                                 |
| 34 | 1991 | Hikari Ishida       | Futari Kamitsukitai Aitsu                                      |
| 35 | 1992 | Yuki Sumida         | Bokutō Kidan                                                   |
| 36 | 1993 | Gorō Kishitani      | Tsuki wa Dotchi ni Dete Iru                                    |
| 36 | 1993 | Kyōko Tōyama        | Kou Kou Kyoushi                                                |
| 37 | 1994 | Sawa Suzuki         | Ai no Shinsekai                                                |
| 38 | 1995 | Makiko Esumi        | Maborosi (Maboroshi no hikari)                                 |
| 39 | 1996 | Ninety-nine         | Boys Be Ambitious                                              |
| 40 | 1997 | Kōki Mitani         | Welcome Back, Mr. McDonald                                     |
| 40 | 1997 | Hitomi Satō         | Bounce Ko Gals                                                 |
| 41 | 1998 | Rena Tanaka         | Give It All                                                    |
| 42 | 1999 | Ryūhei Matsuda      | Tabù - Gohatto                                                 |
| 43 | 2000 | Tatsuya Fujiwara    | Battle Royale                                                  |
| 44 | 2001 | Kō Shibasaki        | Go                                                             |
| 45 | 2002 | Nakamura Shidō      | Ping Pong                                                      |
| 45 | 2002 | Manami Konishi      | Amidadō Dayori                                                 |
| 46 | 2003 | Satomi Ishihara     | Watashi no Guranpa                                             |
| 47 | 2004 | Anna Tsuchiya       | Kamikaze Girls The Taste of Tea                                |
| 47 | 2004 | Mirai Moriyama      | Socrates in Love                                               |
| 48 | 2005 | Mikako Tabe         | Hinokio Aozora no Yukue                                        |
| 49 | 2006 | Muga Tsukaji        | Mamiya kyodai                                                  |
| 49 | 2006 | Rei Dan             | Love and Honor                                                 |
| 50 | 2007 | Yui Aragaki         | Koisuru Madori Waruboro Koizora                                |
| 51 | 2008 | Yuriko Yoshitaka    | Snakes and Earrings                                            |
| 51 | 2008 | Lily Franky         | All Around Us                                                  |
| 52 | 2009 | Masaki Okada        | Jūryoku Piero Honokaa Boy                                      |
| 52 | 2009 | Daisaku Kimura      | Mt. Tsurugidake                                                |
| 53 | 2010 | Tōma Ikuta          | No Longer Human                                                |
| 53 | 2010 | Nanami Sakuraba     | Saigo no Chūsin Gura Shodo Girls                               |
| 54 | 2011 | Mana Ashida         | Usagi Drop - Il film Hankyū Densha                             |
| 55 | 2012 | Makita Sports       | Kueki ressha                                                   |
| 56 | 2013 | Haru Kuroki         | Fune wo amu Sōgen no Isu Shanidar no Hana                      |
| 57 | 2014 | Fūka Koshiba        | Majo no takkyūbin                                              |
| 58 | 2015 | Anna Ishii          | Solomon's Perjury Girls' Step                                  |
| 59 | 2016 | Izumi Okamura       | Aroused by Gymnopedies                                         |
| 60 | 2017 | Shizuka Ishibashi   | The Tokyo Night Sky Is Always The Densest Shade of Blue        |
| 61 | 2018 | Sara Minami         | Shino Cannot Say Her Own Name                                  |
| 62 | 2019 | Nagisa Sekimizu     | Machida-kun no Sekai                                           |
| 63 | 2020 | Daiken Okudaira     | Mother: Mazâ                                                   |
| 64 | 2021 | Yūmi Kawai          | Summer film ni notte Yûko no tenbin                            |
| 65 | 2022 | Kōki                | Ushikubi Village                                               |